# Tușebîn, Mlîniv
Tușebîn (în ucraineană Тушебин) este un sat în comuna Pitușkiv din raionul Mlîniv, regiunea Rivne, Ucraina.

## Demografie
Componența lingvistică a localității Tușebîn
     Ucraineană (100%)
Conform recensământului din 2001, toată populația localității Tușebîn era vorbitoare de ucraineană (100%).